# Języki algonkiańsko-wakaskie

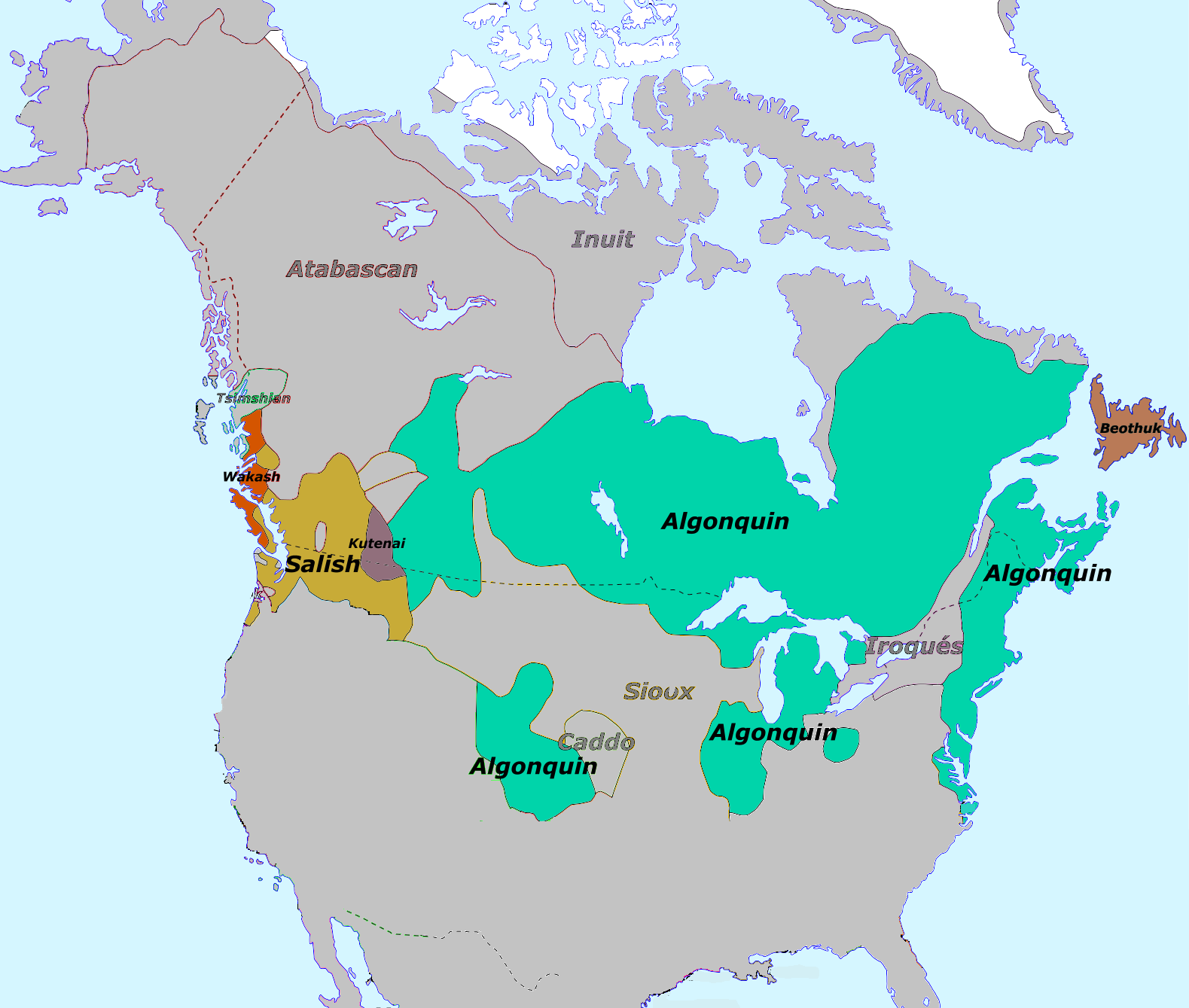
Zasięg języków algonkiańsko-wakaskich tudzież almosańskich

Języki algonkiańsko-wakaskie (także: języki almosańskie, języki algonkiańsko-wakaszańskie) – zaproponowana w 1929 roku hipotetyczna rodzina językowa z Ameryki Północnej. Łączy następujące języki:
I. Algijskie
A. Algonkiańskie
B. Beothuk
C. Wiyot–Yurok
II. Kutenai
III. Mosan
A. Wakaskie
B. Chimakuan
C. Salisz
Kutenai może być prawdopodobnie daleko spokrewniony z rodziną salisz, ale związek ten nie został wykazany. Propozycja rodziny mosan jest również hipotetyczna i jest obecnie uważana za niedowiedzioną, raczej jest ligą językową.

## Dalsze pokrewieństwo
Joseph Greenberg przemianował propozycję języki almosańskie i zgrupował ją w jeszcze bardziej inkluzywną grupę almosańsko-keresiuańską z rodzinami kaddo, irokeską, keres i siouańską. Propozycja ta została odrzucona przez lingwistów specjalizujących się w językach rdzennych Amerykanów.
Murray Gell-Mann, Ilia Peiros i Gieorgij Starostin grupują z językami algonkiańsko-wakaskimi rodzinę czukocko-kamczacką i język niwchijski.
W połowie 2010 roku Siergiej Nikołajew argumentował w dwóch artykułach za związkiem między językiem nichwijskim z Sachalinu i dorzecza Amuru a językami algijskimi. Zaproponował również związek między tymi dwoma językami a językami wakaskimi.
W 1998 r. Witalij W. Szeworoszkin odrzucił postulowane przez Greenberga pokrewieństwo języków almosańskich z amerindiańskimi, sugerując zamiast tego, że mają one związek z dene-kaukaskimi. Kilka lat później zaproponował szereg leksykalnych i fonologicznych podobieństw między językami północnokaukaskimi, salisz i wakaskimi, dochodząc do wniosku, że salisz i wakaskie mogą reprezentować odrębną gałąź rodziny północnokaukaskiej, a ich oddzielenie od niej musi nastąpić po rozpadzie północno-wschodniokaukaskiej wspólnoty językowej, co miało miejsce około II lub III tysiąclecia pne.